# Isopterygium splendidulum
Isopterygium splendidulum là một loài Rêu trong họ Hypnaceae. Loài này được (Hornsch.) Broth. mô tả khoa học đầu tiên năm 1908.